# Distoleon lanceipennis
Distoleon lanceipennis is een insect uit de familie van de mierenleeuwen (Myrmeleontidae), die tot de orde netvleugeligen (Neuroptera) behoort. 
Distoleon lanceipennis is voor het eerst wetenschappelijk beschreven door Navás in 1914.